# Chapelle Saint-Joseph (Caluire-et-Cuire)
Pour les articles homonymes, voir Chapelle Saint-Joseph.
La chapelle Saint-Joseph est un édifice religieux situé dans la commune de Caluire-et-Cuire.

## Localisation
La chapelle est située dans le quartier du Bourg de Caluire-et-Cuire. Elle fait partie de la maison des Frères des Écoles chrétiennes.

## Historique
Faute de moyens financiers, la chapelle n'a pas été construite en même temps que le bâtiment principal accolé, toutefois son emplacement est prévu. En 1870, le bâtiment est déclaré bien communal et est converti en caserne, les frères sont alors expulsés. Le préfet Paul-Armand Challemel-Lacour et la commune de Caluire-et-Cuire qui ont ordonné cette expulsion sont condamnés à verser des dommages et intérêts. La communauté utilise cette somme pour construire la chapelle Saint-Joseph en 1885, réalisée par l'architecte Louis Sainte-Marie-Perrin.

## Construction
La première pierre, symbolique, est posée le 31 mai 1885 par Monseigneur Dubuis ; celle-ci est toujours visible et fait face à l'autel de la Sainte-Vierge.
Les travaux débutent en juin 1885 pour s'achever en février 1888 ; toutefois, elle est consacrée par Monseigneur Foulon, archevêque de Lyon, en novembre 1887.

## Architecture
La chapelle mesure 20 m de hauteur, 20 m de longueur et 16 m de largeur ; ces dimensions s'expliquent par les contraintes liées à la proximité de la rue principale et du bâtiment principal qui lui est lié.

## Peintures
Les peintures et plus particulièrement celles du Chemin de croix sont l’œuvre de Gaspard Poncet et de Mazerand.

## Vitraux
Les esquisses des mosaïques sont réalisées par le même artiste que l'église Saint-Nizier de Lyon et la basilique Notre-Dame de Fourvière : Gaspard Poncet. Lucien Bégule a ainsi réalisé les vitraux selon Poncet en 1886.
Les vitraux mettent en scène la Passion du Christ avec des personnages féminins côté nord, masculins côté sud.

## Sculptures
Les sculptures des corniches, chapiteaux et autres frontons sont l’œuvre du sculpteur Vial ; les trois groupes sculptés du chœur de la chapelle sont de Paul-Émile Millefaut et sont taillés dans du marbre blanc.

## Chœur

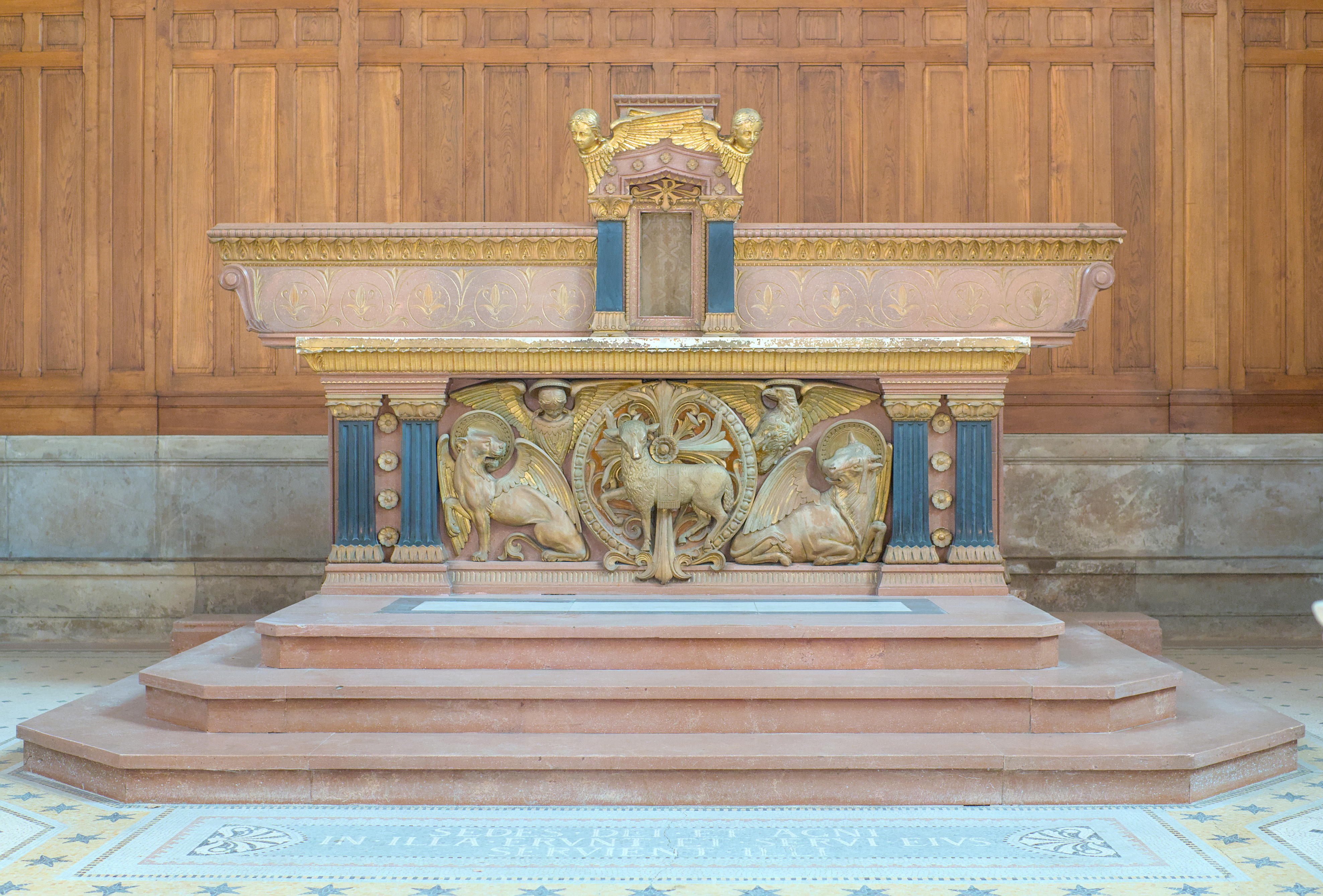
Maître-autel de la chapelle

Le dessin de l'autel de forme trapézoïdale et de couleur rouge est l’œuvre de Joannis Rey, formé par Pierre Bossan il a été sculpté par Paul-Émile Millefaut et probablement Camille Rey, frère de Joannis. La pierre rouge provient des carrières de granit rouge d'Oullins. Les bas-reliefs de l'autel représentent l'agneau symbolisant le sacrifice de Jésus entouré du tétramorphe : le bœuf ailé pour saint Luc, l'aigle pour saint Jean, le lion pour saint Marc et l'ange pour saint Matthieu.